# Gaia Weiss

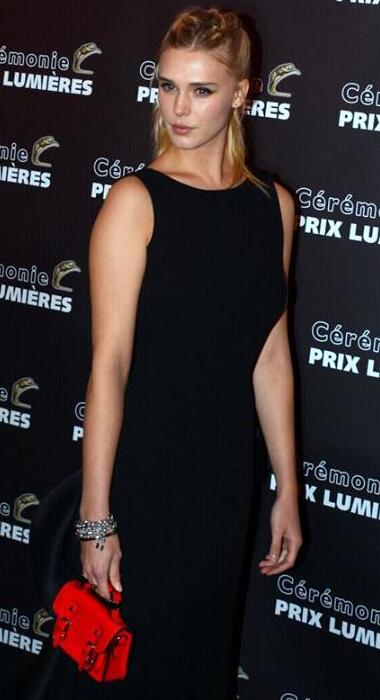
Gaia Weiss (2014)

Gaia Weiss (ur. 30 sierpnia 1991 w Paryżu) – francuska aktorka i modelka, która wystąpiła m.in. w filmach Legenda Herkulesa, Zawrotna prędkość i Judy oraz serialu Wikingowie.

## Filmografia

### Filmy
| Rok  | Tytuł                                                                           | Rola              | Uwagi       |
| ---- | ------------------------------------------------------------------------------- | ----------------- | ----------- |
| 2012 | La Nuit                                                                         | A Woman           | krótkometr. |
| 2013 | Biała jak mleko, czerwona jak krew (Bianca come il latte, rossa come il sangue) | Béatrice Morel    |             |
| 2013 | Mary Queen of Scots                                                             | Mary Fleming      |             |
| 2014 | Legenda Herkulesa (The Legend of Hercules)                                      | Hebe              |             |
| 2015 | Serial Teachers 2                                                               | Vivienne Hamilton |             |
| 2017 | Zawrotna prędkość (Overdrive)                                                   | Devin             |             |
| 2017 | C'est beau la vie quand on y pense                                              | Hoellig           |             |
| 2018 | Jak łodzie (We Are Boats)                                                       | Rachel            |             |
| 2019 | Judy                                                                            | Abbie             |             |
| 2019 | Alien Containment                                                               | Ward              | krótkometr. |
| 2020 | Meander (Méandre)                                                               | Lisa              |             |
| 2021 | Shepherd                                                                        | Rachel Black      |             |
| 2022 | Bunkier strachu (The Bunker Game)                                               | Laura             |             |

### Seriale
| Rok       | Tytuł                                 | Rola                  | Uwagi          |
| --------- | ------------------------------------- | --------------------- | -------------- |
| 2014–2015 | Wikingowie (Vikings)                  | Þorunn                | 13 odc.        |
| 2016      | Outlander                             | hrabina st. Germain   | 1 odc.         |
| 2018–2019 | Medyceusze: Władcy Florencji (Medici) | Hipolita Maria Sforza | 2 odc.         |
| 2020      | Rewolucja (La Révolution)             | Marianne              | w gł. obsadzie |
| 2022      | Marie Antoinette                      | Madame du Barry       | 4 odc.         |